# Pemberton Valley
Pemberton Valley är en dal i Kanada.   Den ligger i provinsen British Columbia, i den sydvästra delen av landet, 3 500 km väster om huvudstaden Ottawa.
I omgivningarna runt Pemberton Valley växer i huvudsak barrskog. Trakten runt Pemberton Valley är nära nog obefolkad, med mindre än två invånare per kvadratkilometer.